# Dôme de Otohime
Otohime Tholus
Pour les articles homonymes, voir Otohime.
Le dôme de Otohime (désignation internationale : Otohime Tholus) est un dôme situé sur Vénus dans le quadrangle d'Helen Planitia. Il a été nommé en référence à Otohime, déesse japonaise des arts et de la beauté.